# Эспозито, Джон (хоккеист)
Джон Эспозито (англ. John Esposito; 28 октября 1991, Монреаль, Канада) — бывший канадский профессиональный хоккеист.

## Биография
Родился 28 октября 1991 года в Монреале, в Канаде. Младший брат хоккеиста Анджело Эспозито. Выступал за молодёжную хоккейную команду «Нотр-Дам Хаундс» в молодёжных и юниорских хоккейных лигах Саскачевана. С 2009 по 2013 год учился в Корнеллском университете, выступал за студенческую хоккейную команду в лиге Национальной студенческой хоккейной ассоциации.
В сезоне 2013/14 выступал за итальянскую команду «Больцано» в Австрийской хоккейной лиге. В составе клуба стал чемпионом Австрии, в регулярном сезоне в 46 матчах забросил 9 шайб и отдал 15 голевых передач, а в плей-офф сыграл 13 встреч, отдав 3 голевые передачи. После этого завершил карьеру игрока.
В 2008 году выступал за хоккейную сборную Квебека на Мировом кубке вызова в канадском Лондоне. В 5 матчах забросил 2 шайбы и отдал 1 голевую передачу.